# بیدنکپف
شهر بیدنکپف در ایالت هسن در کشور آلمان واقع شده است.